# Limnephilus
Limnephilus (pol. bagiennik) - rodzaj owada z rzędu chruścików (Insecta:Trichoptera) z rodziny Limnephilidae. W starszych opracowaniach zapisywany jako Limnophilus. Rodzaj o pochodzeniu północnopalearktycznym, skupia bardzo dużą liczbę gatunków. Większość z nich w stadium larwalnym żyje w drobnych zbiornikach okresowych i trwałych, bagnach, jeziorach, niektóre w torfowiskach, zalewach morskich, strumieniach, rzekach. Larwy są podobne w budowie i ubarwieniu, znacznie bardziej zróżnicowane są postacie dorosłe.
W Polsce zanotowano występowanie następujących gatunków:
- Limnephilus affinis
- Limnephilus auricula
- Limnephilus binotatus
- Limnephilus bipunctatus
- Limnephilus borealis
- Limnephilus centralis
- Limnephilus coenosus
- Limnephilus decipiens
- Limnephilus dispar
- Limnephilus elegans
- Limnephilus externus
- Limnephilus extricatus
- Limnephilus flavicornis
- Limnephilus flavospinosus
- Limnephilus fuscicornis
- Limnephilus fuscinervis
- Limnephilus germanus
- Limnephilus griseus
- Limnephilus hirsutus
- Limnephilus ignavus
- Limnephilus incisus
- Limnephilus lunatus
- Limnephilus luridus
- Limnephilus marmoratus
- Limnephilus nigriceps
- Limnephilus politus
- Limnephilus rhombicus
- Limnephilus sericeus
- Limnephilus sparsus
- Limnephilus stigma
- Limnephilus subcentralis
- Limnephilus vittatus